# Аеродром Денпасар
Међународни аеродром Денпасар или Међународни аеродром Нгура Рај (инд. Bandar Udara Internasional I Gusti Ngurah Rai, енгл. Denpasar International Airport, Ngurah Rai International Airport) је главни међународни аеродром острва Бали у Индонезији. Налази се 13 километара од центра града Денпасар. Овај аеродром је други аеродром у Индонезији по обиму саобраћаја, после Аеродрома у Џакарти. Године 2018. кроз аеродром је прошло 23.779.178 путника. 
Аеродром Денпасар је хаб за авио компаније: Батик ер, Ситилинк, Гаруда Индонезија и Вингзер. 	

## Авио-компаније и дестинације
Следеће авио-компаније користе Аеродром Денпасар:
| Авио-компанија           | Одредишта |
| ------------------------ | --- |
| Аеро Дили                | Дили |
| Верџин Ојстрелија        | Аделејд, Бризбејн, Голд Коуст, Мелбурн, Сиднеј |
| Вингзер                  | Бима, Ломбок, Тамболака, Ваингапу |
| Вистара                  | Делхи |
| Батик ер                 | Аделејд, Баликпапан, Бангкок-Дон Муенг, Канбера (од 14. јуна 2024), Лабуан Баџо, Макасар, Мелбурн, Перт, Сингапур, Џакарта-Сукарно-Хата, Џакарта-Халим Перданакусума                       |
| Батик ер Малезија        | Бризбејн, Куала Лумпур, Мелбурн, Перт, Сиднеј |
| Вијет џет ер             | Ханој, Хо Ши Мин град |
| Гаруда Индонезија        | Јогјакарта, Лабуан Баџо, Макасар,Мелбурн, Сеул-Инчон, Сингапур, Соронг, Сурабаја, Сиднеј, Токио-Нарита, Џакарта-Сукарно-Хата                                                               |
| ЕВА ерлајнс              | Тајпеј |
| Емирати                  | Дубаи |
| Ер Ејжа                  | Куала Лумпур |
| Ер Ејжа икс              | Куала Лумпур |
| Ер Нови Зеланд           | Сезонски: Окленд |
| ИндиГо                   | Бангалор (од 29. марта 2024) |
| Индонезија ер Ејжа       | Баликпапан, Бандар Лампунг, Бангкок-Дон Муенг, Бандунг-Кертаџати, Банџармасин, Јогјакарта, Куала Лумпур, Купанг, Лабуан Баџо, Ломбок, Перт, Сингапур, Соло, Сурабаја, Џакарта-Сукарно-Хата |
| Катеј Пацифик            | Хонгконг |
| Квантас                  | Мелбурн, Сиднеј |
| КЛМ                      | Амстердам, Сингапур |
| Коријан ер               | Сеул-Инчеон |
| Лајон ер                 | Баликпапан, Банџармасин, Јогјакарта, Купанг, Макасар, Манадо, Семаранг, Соло, Сурабаја |
| Малејша ерлајнс          | Куала Лумпур |
| НАМ ер                   | Тамболака, Џакарта-Сукарно-Хата |
| Пелита ер                | Џакарта-Сукарно-Хата |
| Себу пасифик             | Манила |
| Ситилинк                 | Баликпапан, Бандунг-Кертаџати, Дили, Лабуан Баџо, Ломбок, Макасар, Перт, Порт Морзби, Сурабаја, Тамболака, Џакарта-Сукарно-Хата, Џакарта-Парданакусума                                     |
| Сингапур ерлајнс         | Сингапур |
| Сјамен ер                | Сјамен, Фуџоу |
| Скут                     | Сингапур |
| Супер ер џет             | Бандунг-Кертаџати, Макасар, Медан, Соло, Сурабаја, Џакарта-Сукарно-Хата |
| Тај ер ејжа              | Бангкок-Дон Муенг |
| Таи ервејез интернашонал | Бангкок-Суварнабуми |
| ТрансНуса                | Џакарта-Сукарно-Хата |
| Туркиш ерлајнс           | Истанбул |
| Филипин ерлајнс          | Манила |
| Хонгконг ерлајнс         | Хонгконг |
| Чајна ерлајнс            | Тајпеј |
| Чајна истерн ерлајнс     | Шангај-Пудонг |
| Чајна садерн ерлајнс     | Гуангџоу |
| Џетстар                  | Аделејд, Бризбејн, Дарвин, Кернс, Мелбурн, Перт, Сиднеј |
| Џетстар Ејжа ервејс      | Сингапур |
| Џунејао ер               | Шангај-Пудонг |
| Шривиџаја ер             | Макасар, Чартер: Фуџоу, Хангџоу |